# Fossa de Java

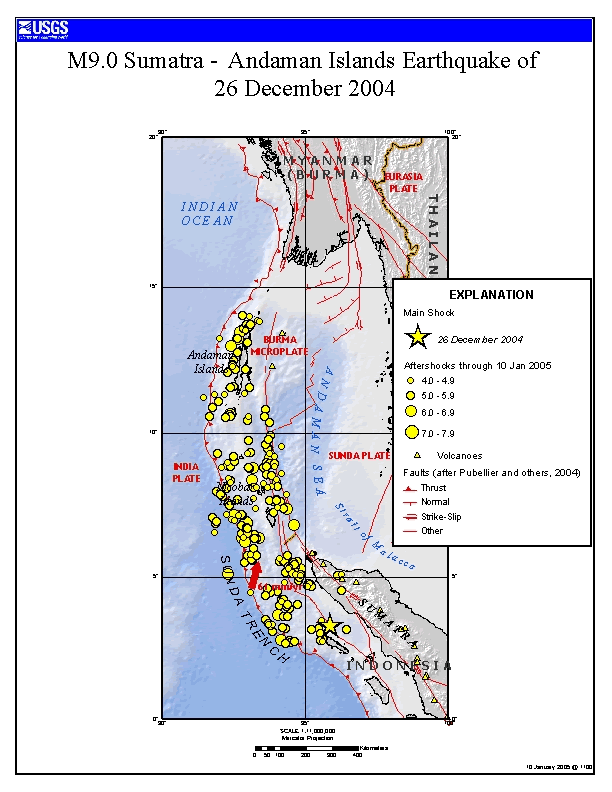
Fosa de Java.

La Fossa de Java o Fossa de Sonda és un fossa marina situada al sud de l'Arxipèlag de sonda (Indonèsia) i que s'estén al llarg d'uns 2.600 quilòmetres i assoleix els 7.725 metres de profunditat. La subducció de la placa tectònica de l'oceà Índic sota les illes d'Indonèsia provoca que hi hagi nombrosos terratrèmols, i fent de la fossa de Java un dels llocs de la Terra geològicament més actius i amb nombrosos volcans.